# 仁王門通 (名古屋市)
仁王門通（におうもんどおり）は、愛知県名古屋市中区大須2丁目にある東西の通り（全蓋式アーケード商店街）。
大須は東京の浅草と比較される繁華街だった時期があるが、大須観音の門前町である仁王門通を中心に店舗や芝居小屋が建ち並ぶ形で発展した。全長約155メートル。西端は大須観音、東端は本町通であり、本町通を挟んで東側は東仁王門通である。旧称は大須門前（おおすもんぜん）や門前通り（もんぜんどおり）。仁王門通の類型は広域型商店街。

## 歴史

### 戦前

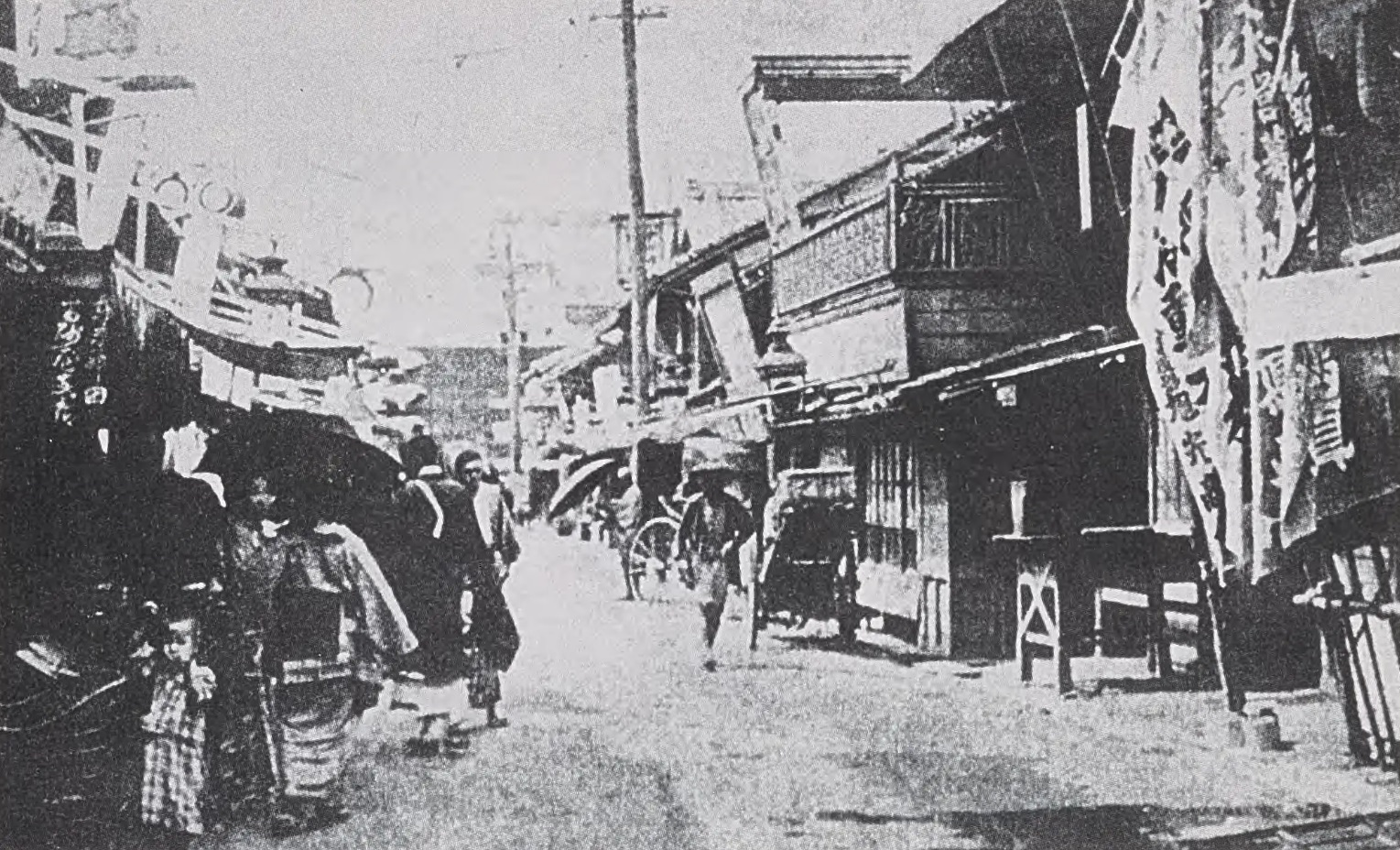
1912年の道路舗装後

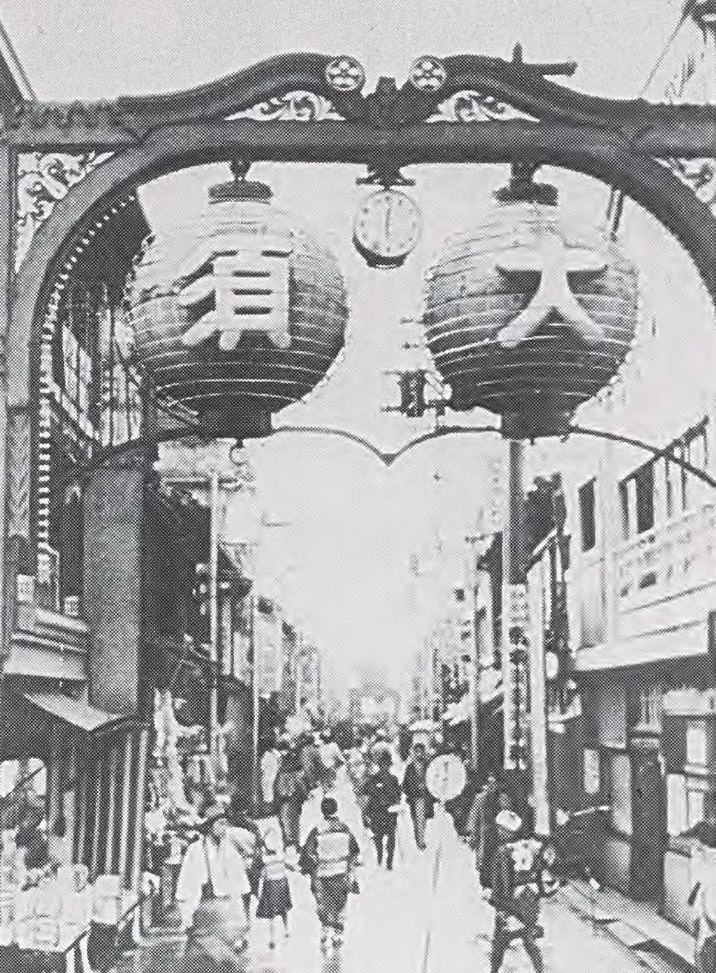
1939年頃の仁王門通

1898年（明治31年）まで、仁王門通の東端付近に大須総門が建っており、その傍らには石灯籠があった。大須総門より西側が境内の参道とされていた。1903年（明治36年）頃、仁王門通の南側に名古屋市初の水族館が開館した。
明治末期には名古屋市初となる舗装道路（アスファルト）が計画されると、沿道の住民などからの寄付も集めた上で、1912年（明治45年）6月15日に路面舗装が完成した。大正時代の名古屋市では人力車や馬車も用いられていたが、本町通から仁王門通に入る場所には乗合馬車の乗り場があった。
1945年（昭和20年）3月19日の空襲（名古屋大空襲）において、大須観音の堂宇は大須文庫を除いて全て焼失した。

### 戦後
戦後の1947年（昭和22年）以降には大須観音の仮本堂の再建などが計画され、1948年（昭和23年）10月、仁王門通の東端部に大提灯が復活した。高さ約7.5メートルの鉄製アーチの上に直径2メートルの大提灯を吊り下げたものである。1950年（昭和25年）7月、仁王門通でお化けの仮装行列が行われて話題となった。1952年（昭和27年）12月頃には仁王門通に大アーチが完成した。

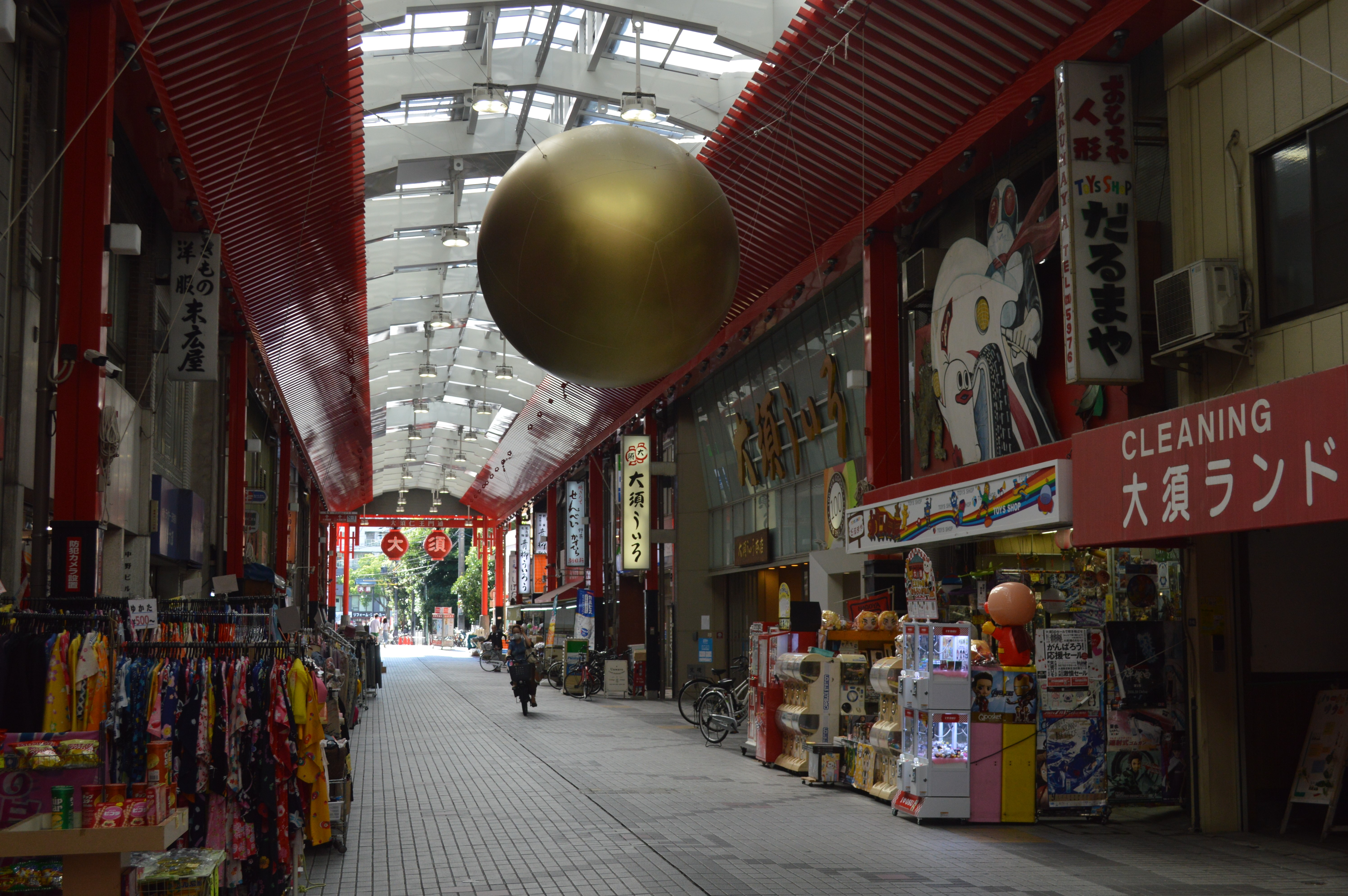
現在の仁王門通

1957年（昭和32年）から1963年（昭和38年）にかけて、万松寺通、仁王門通、東仁王門通などに相次いで全蓋式アーケードが設置された。大須通と仁王門通でも同時期に建設を行い、1963年（昭和38年）7月23日には揃って全蓋式アーケードの完工式が行われた。仁王門通の全蓋式アーケードは全長162メートル、幅9メートル、高さ8メートルであり、総工費は3000万円。
1987年度（昭和62年度）には総工費2億3000万円を投じて、全蓋式アーケードの建て替えと歩道のカラー舗装化の工事を開始し、1989年（平成元年）1月にリニューアルが完成した。2011年（平成23年）にリリースされたSKE48の楽曲「バンザイVenus」のミュージックビデオは仁王門通で撮影された。
2014年（平成26年）2月には全蓋式アーケードが改修され、アーケードのシンボルとして直径3メートルの巨大な金玉が吊り下げられた。同年4月13日から4月29日にかけて、完成記念セールとしておもてなし春祭りが開催された。数年後にはメンテナンスの煩雑さから金玉が撤去されたが、新型コロナウイルス感染症が世界的に流行した2020年（令和2年）には、にぎわいの創出を理由に金玉が再度設置された。

## 大須観音仁王門/仁王像

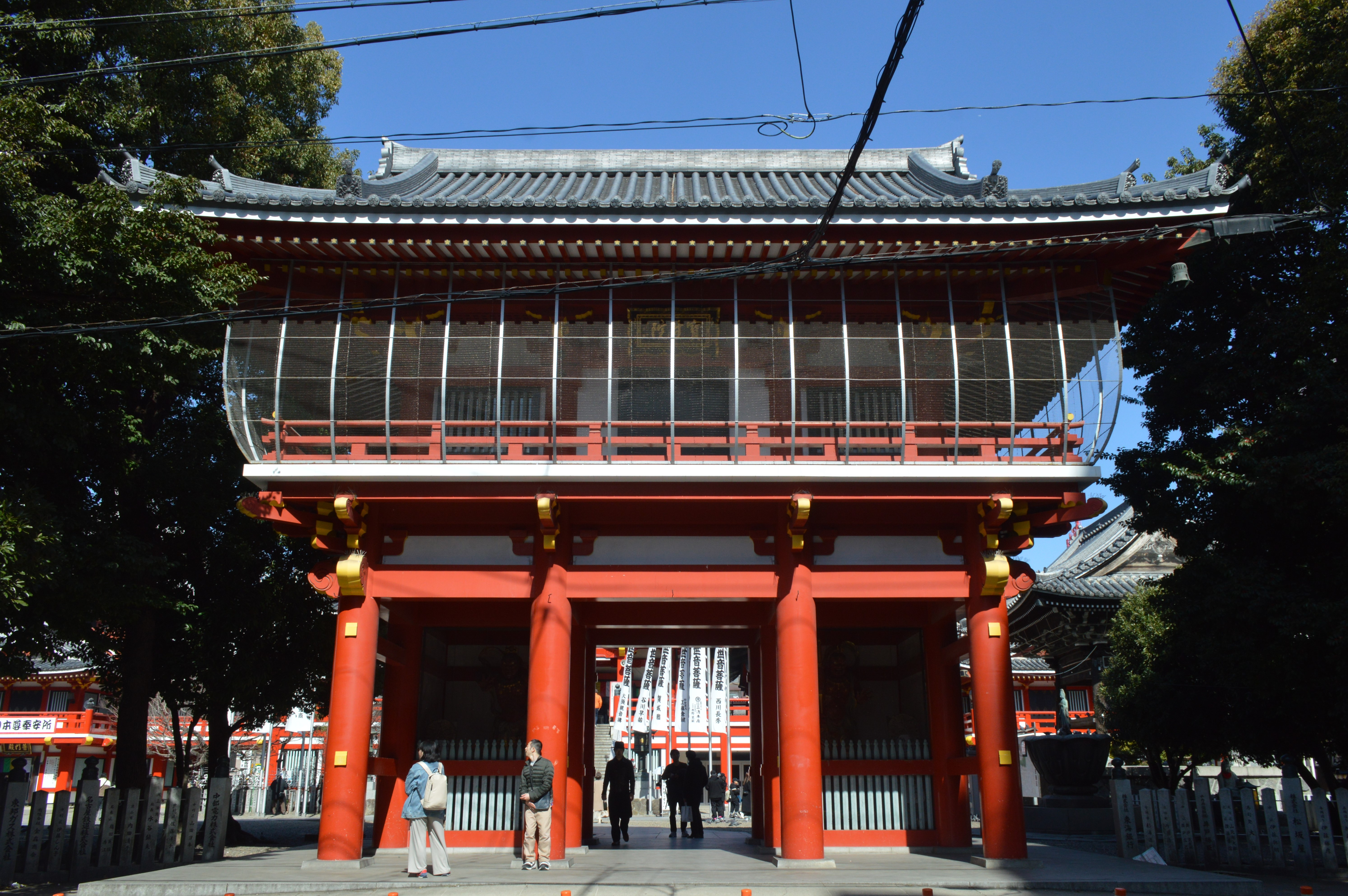
1984年竣工の門

1892年（明治25年）3月22日に起こった大須大火では、大須観音の本堂や五重塔に加えて、仁王門やその内部の仁王像も焼失した。仁王像はその後再建されたが、1945年（昭和20年）3月19日の名古屋大空襲で再び焼失した。
1948年（昭和23年）11月28日には仁王門通商店街組合が寄贈した仁王門の上棟式が行われ、1949年（昭和24年）3月1日に完成した。間口は30尺（約9.1メートル）、奥行は11尺（約3.3メートル）、高さは30尺（約9.1メートル）。同年5月には西春日井郡楠村（現・名古屋市北区）の護国院から仁王像を借り受けた。
大須発展会はこの仁王像を練り歩かせるなどしてセールに利用したため、護国院が激怒して返却を求めたが、大須観音の仲裁によって収まったという出来事もあった。1951年（昭和26年）には仏具店主の寄進によって自前の仁王像が完成し、5月19日に仁王門に仮入仏すると、11月18日に入仏供養が行われた。長野市の善光寺の仁王像をモデルとし、岩田冬根や栗田三郎ら10人の仏師が彫り上げている。
1970年（昭和45年）には大須観音の本堂が再建された。1984年（昭和59年）には仁王門も改築された。

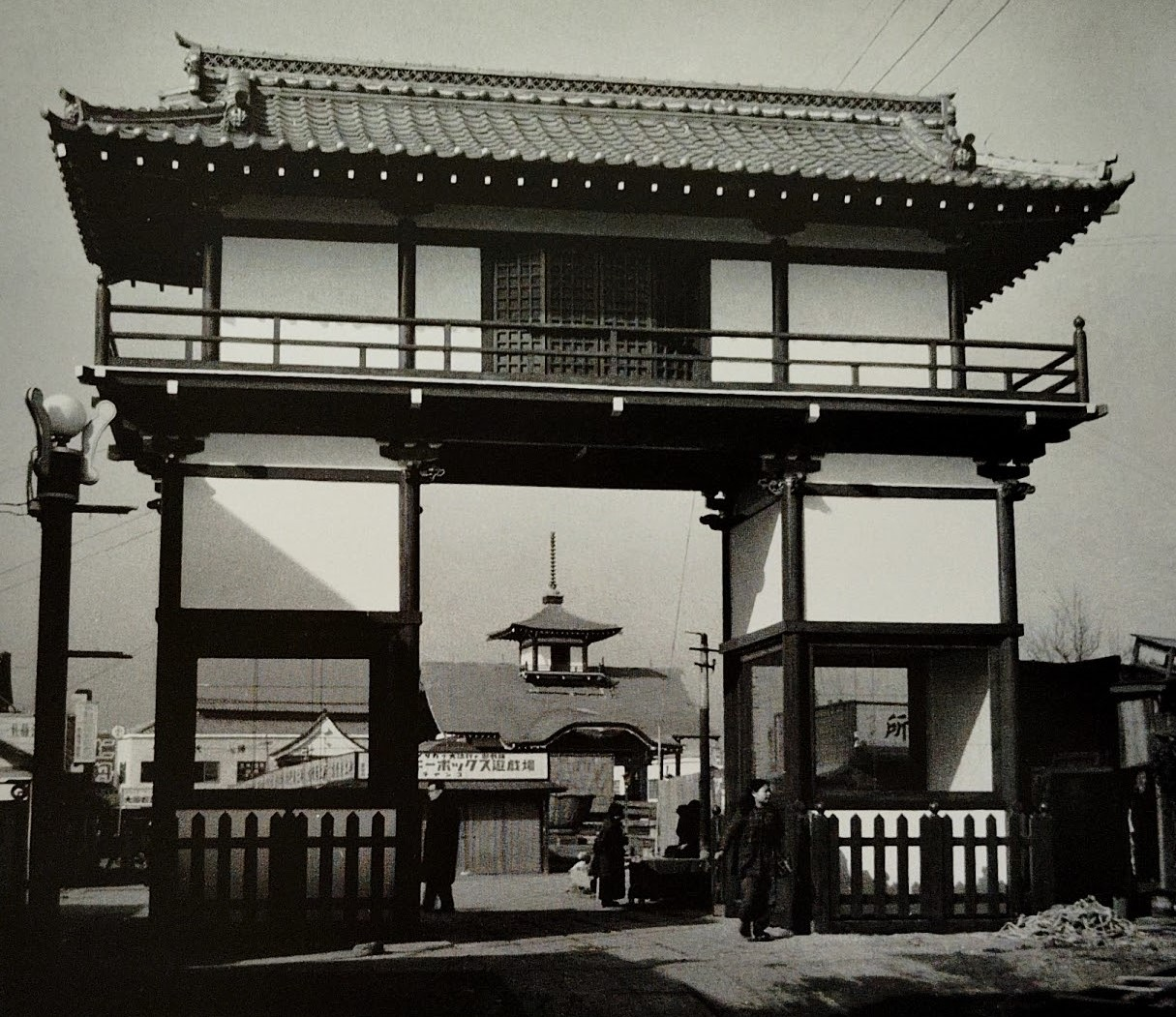
1949年竣工の門
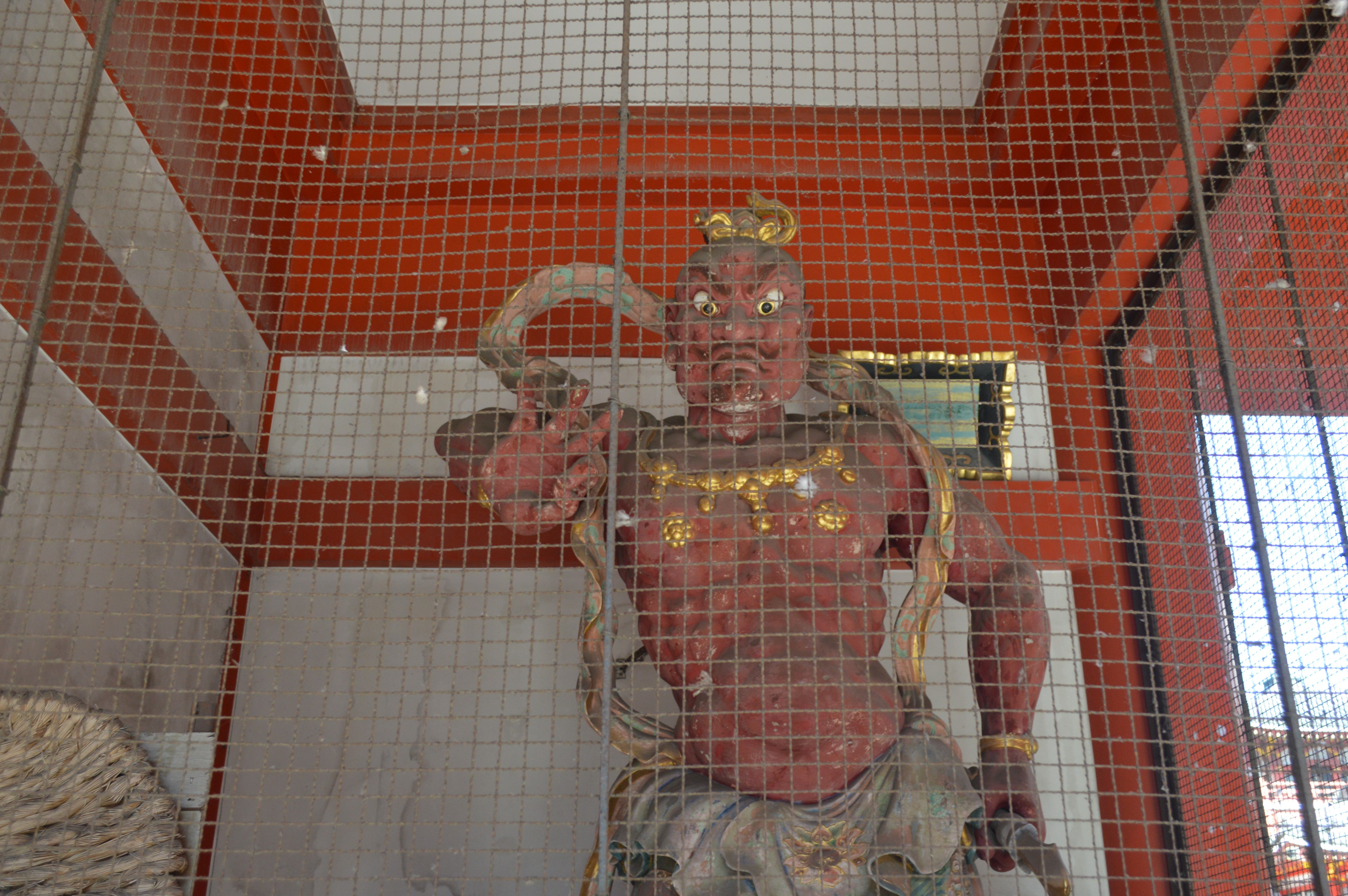
仁王像の吽形
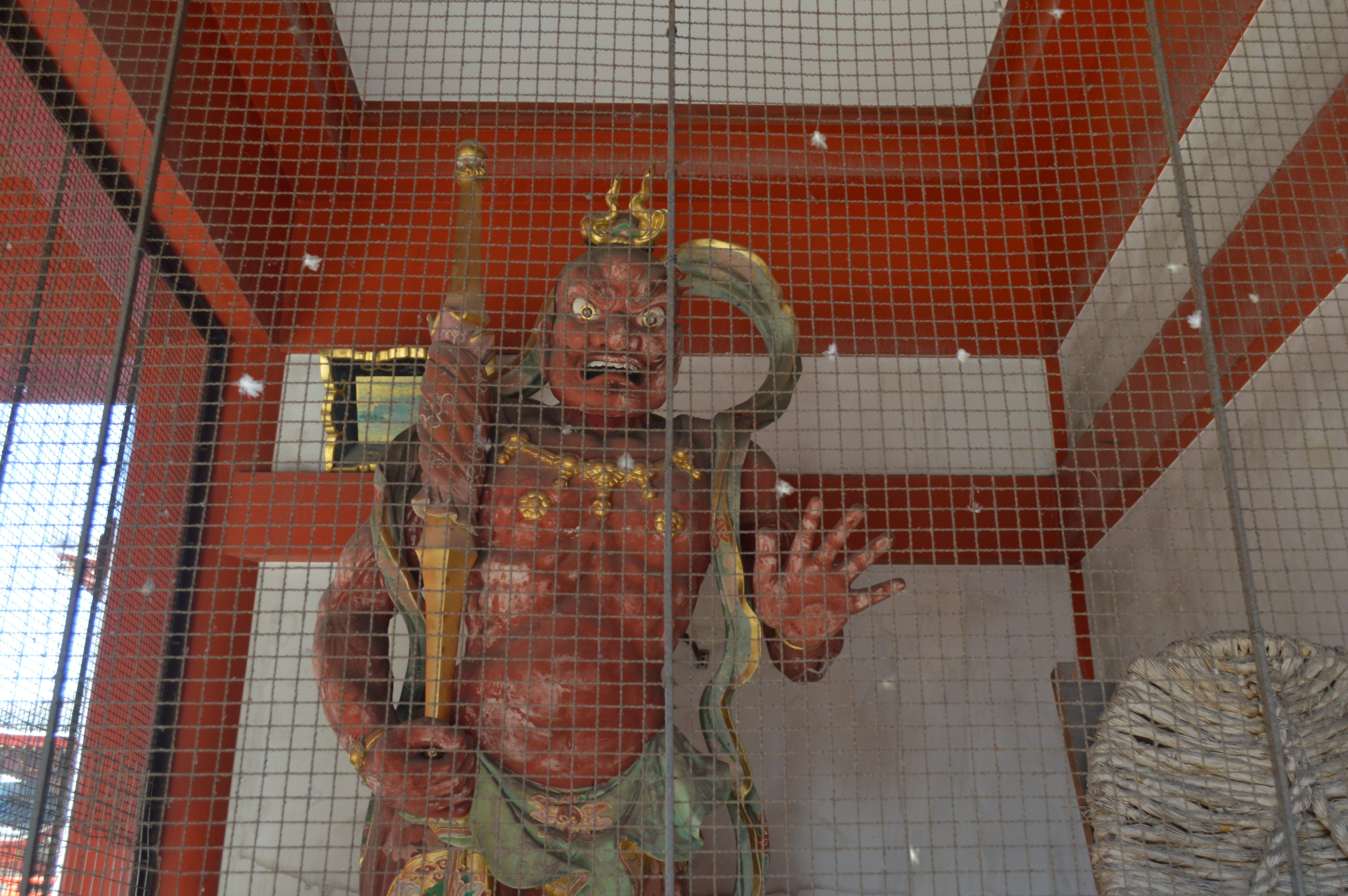
仁王像の阿形

## 施設

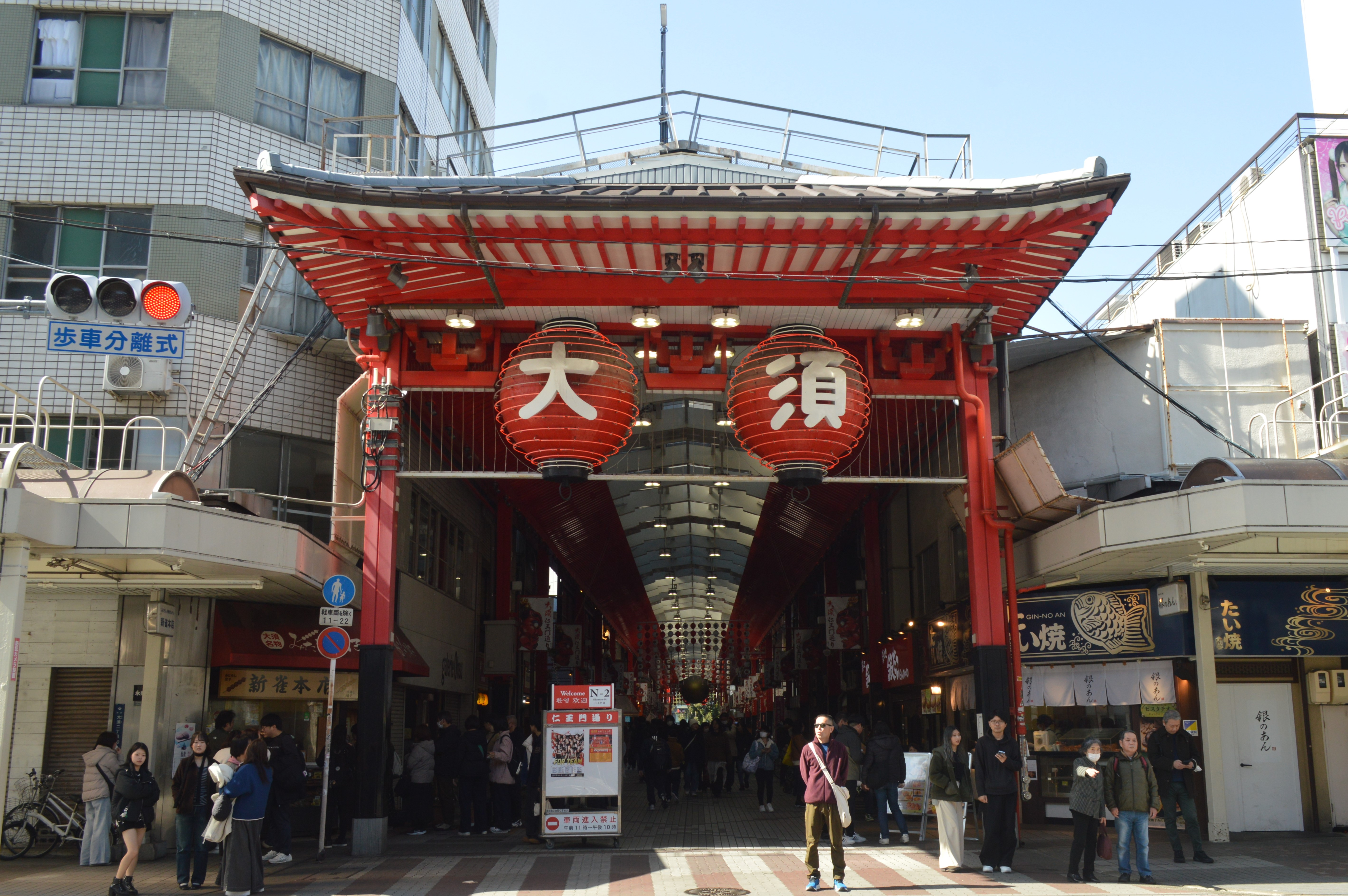
東端部

### 現存する施設
- 青柳総本家大須本店 - 1879年（明治12年）、7代目後藤利兵衛が尾張藩17代藩主の徳川慶勝から青柳の屋号を授かって創業した[23]。当初は仁王門通の南側に店を構えていたが、1892年（明治25年）3月21日の大須大火後には仁王門通の北側に移り、青柳総本家を屋号とした[23]。1937年（昭和12年）秋には木造3階建の重厚な店を建てた[23]。
- 大須ういろ本店 - 1947年（昭和22年）創業。世界館の跡地。
- 大須教会 - プロテスタントのキリスト教会。1953年（昭和28年）に設立され、1979年（昭和54年）に新たな教会堂が竣工した[24]。2019年（令和元年）9月には岐阜県産ヒノキを用いた新たな教会堂が竣工した[24]。全蓋式アーケード商店街の内部にある教会は全国的に見ても珍しいとされる[24]。正式名称は名古屋福音伝道教会。
- 中警察署大須交番
- 大須観音
- 富士浅間神社 - 大須観音通との間に位置し、両通りを浅間小路がつないでいる。

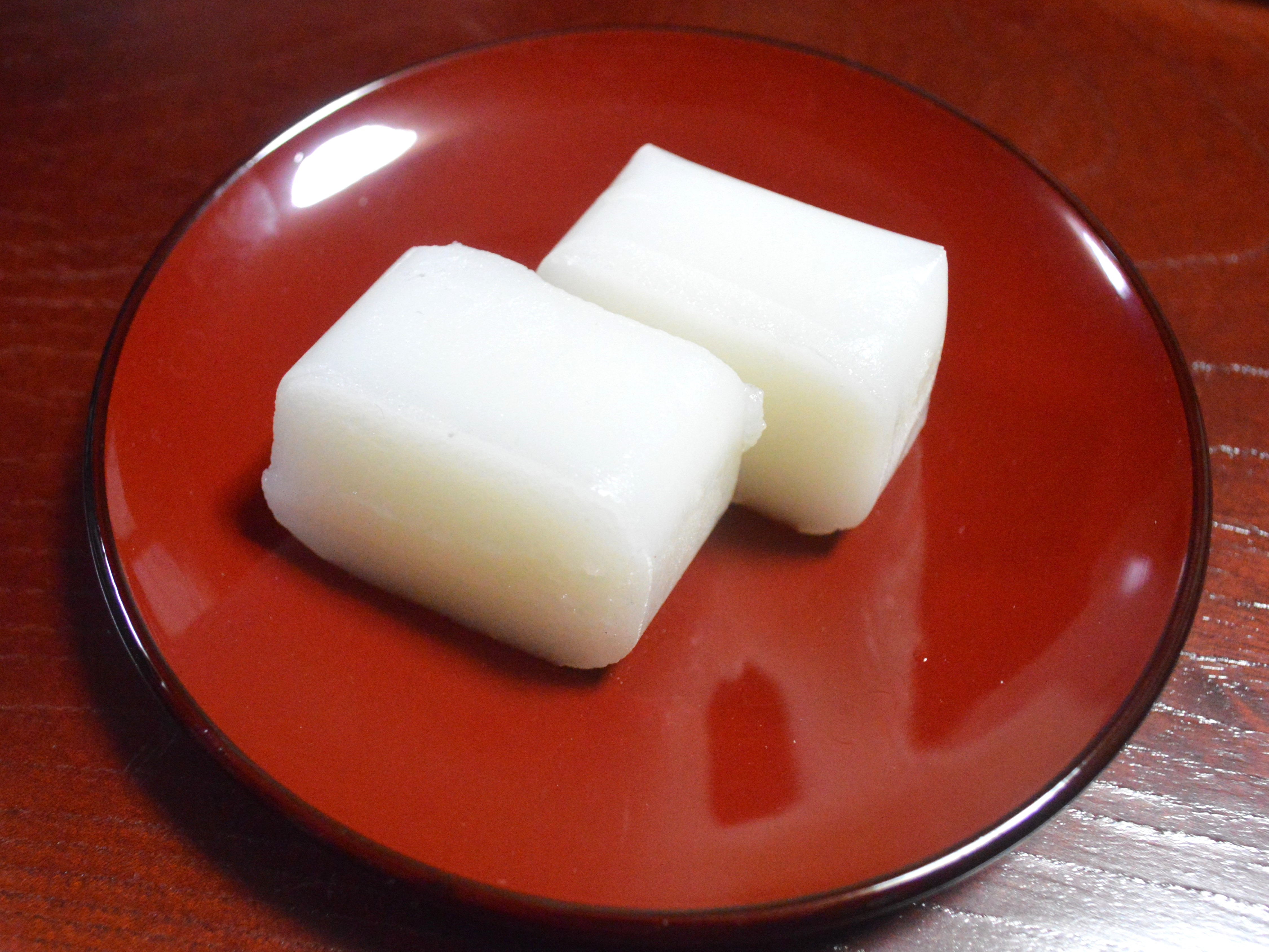
青柳総本家大須本店
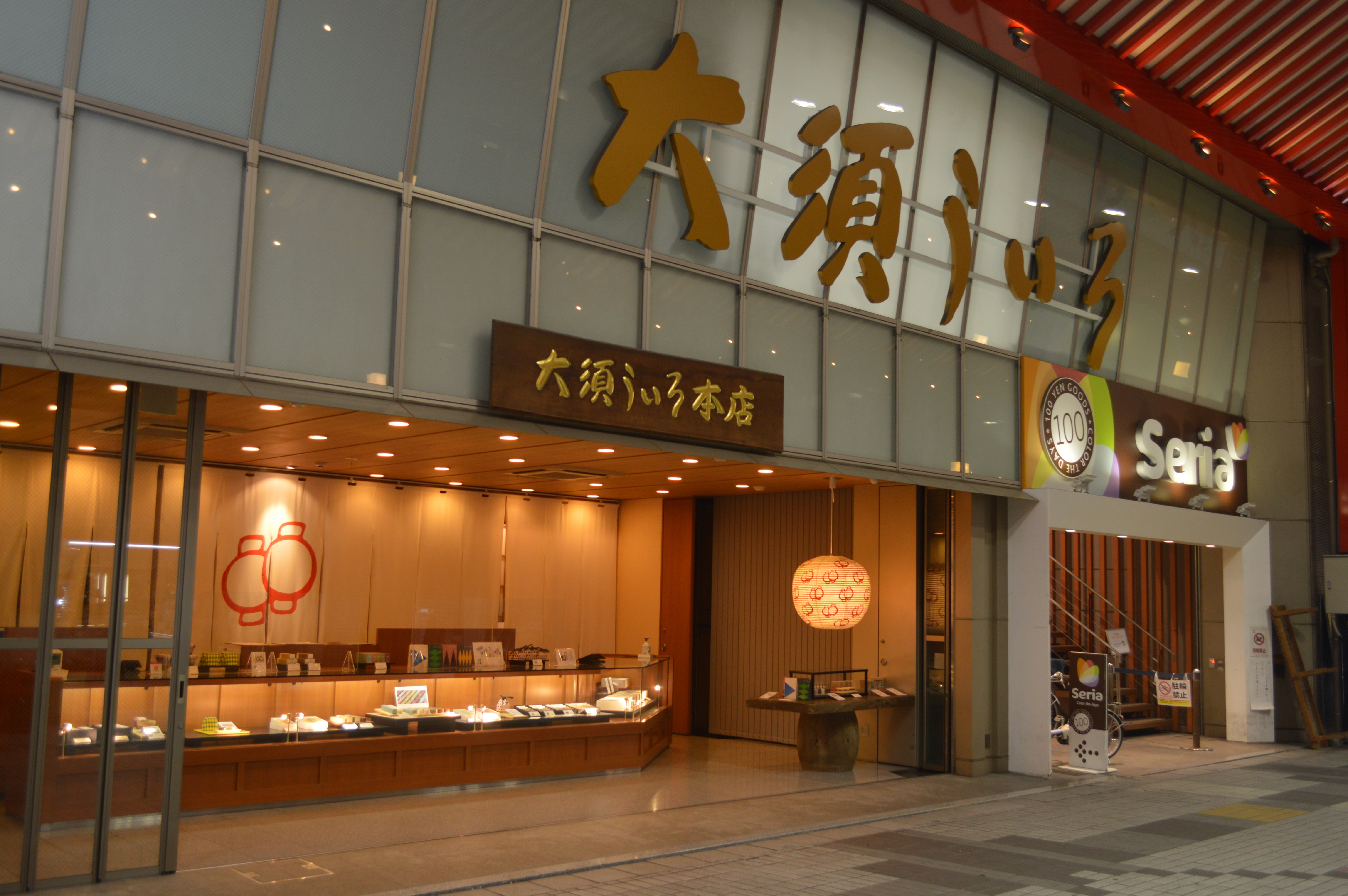
大須ういろ本店
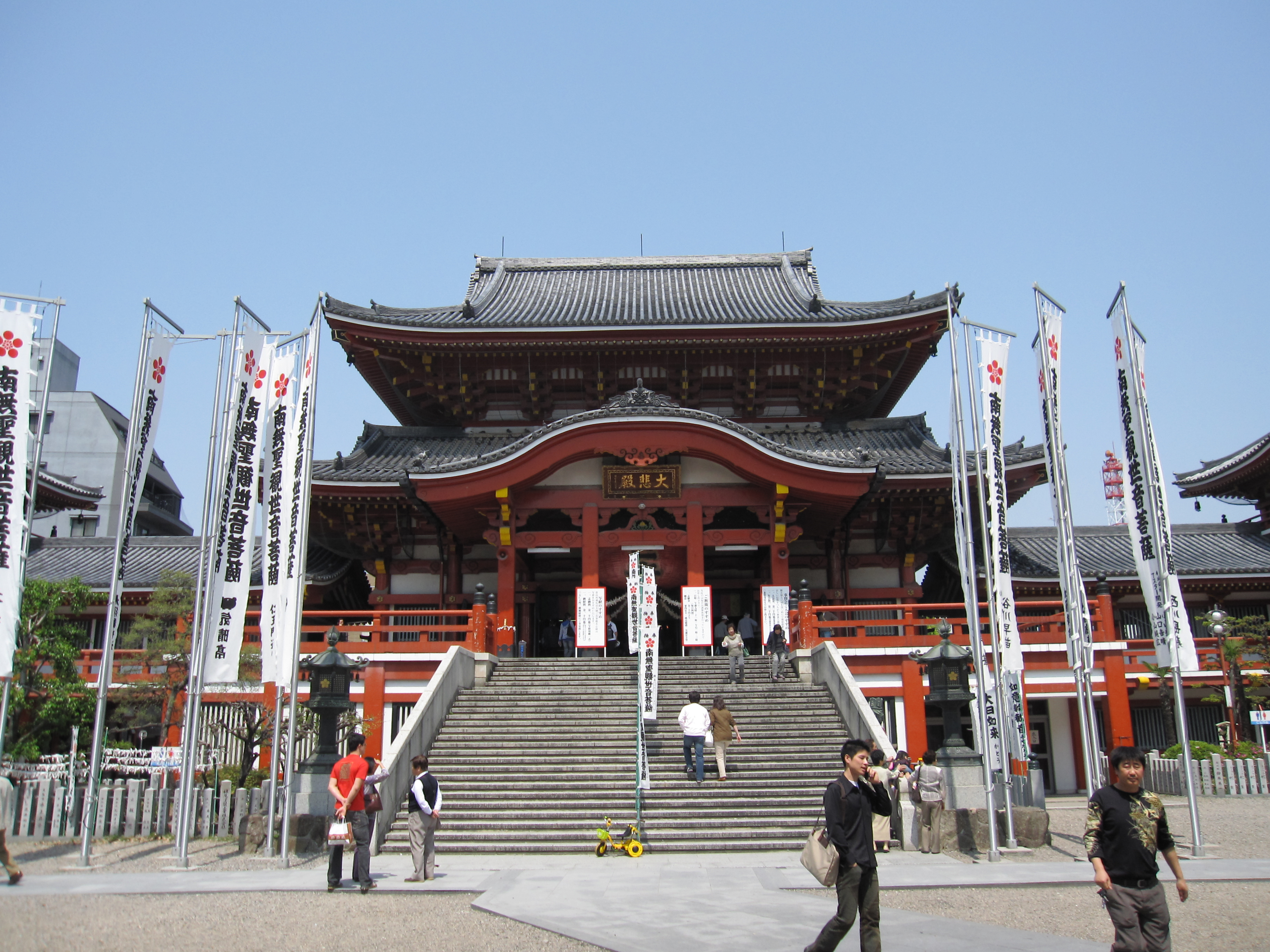
大須観音
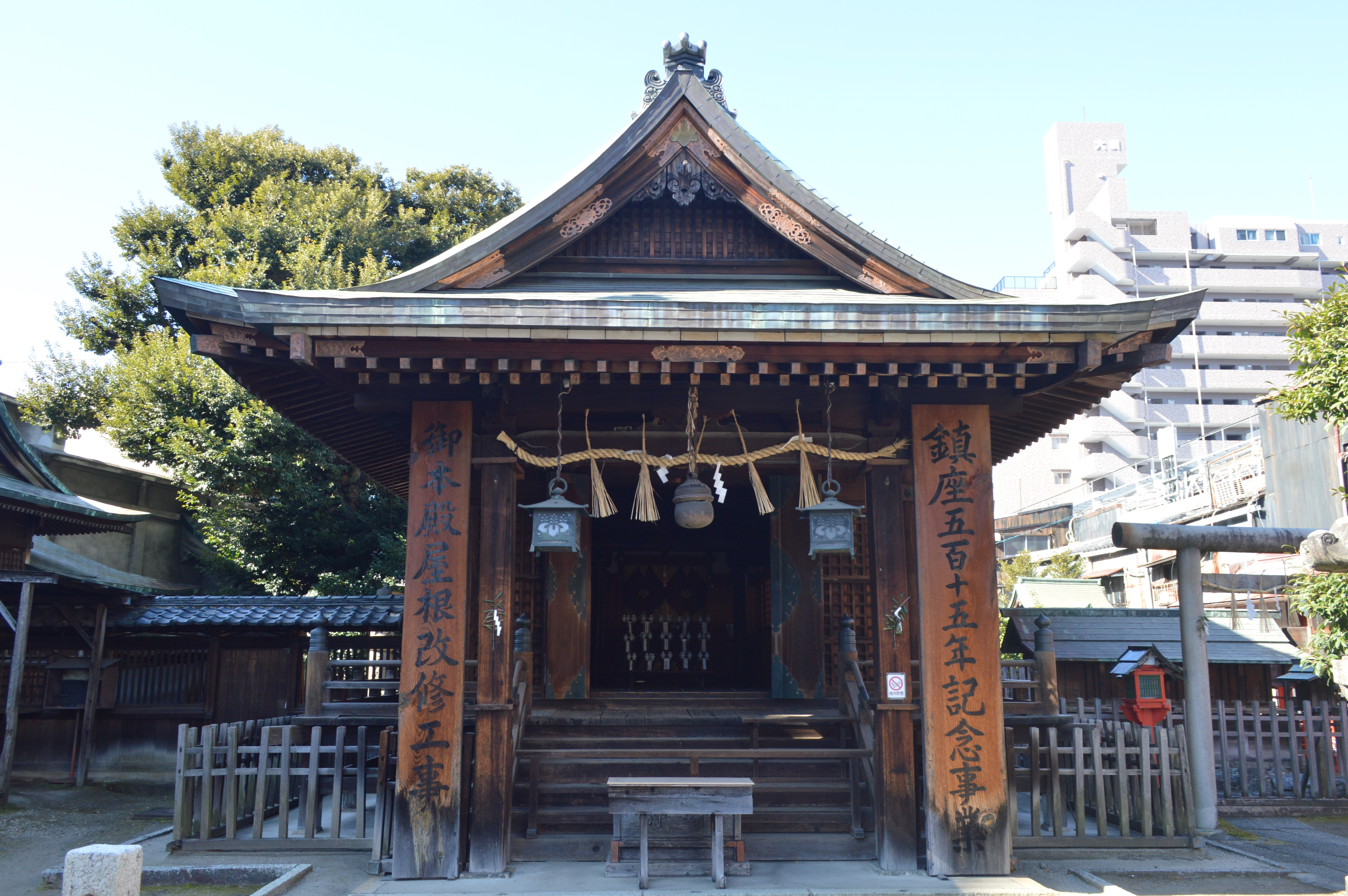
富士浅間神社
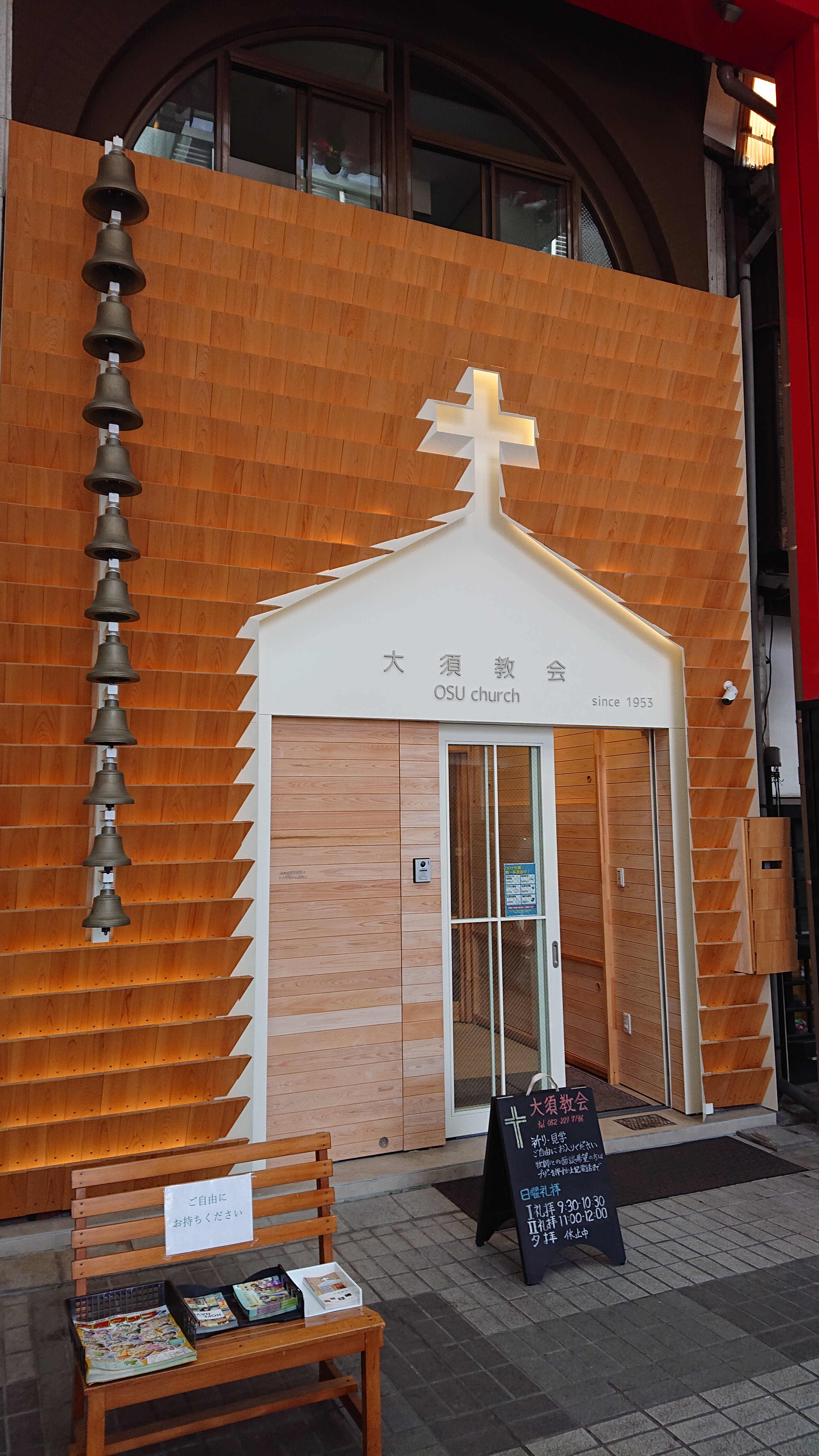
大須教会
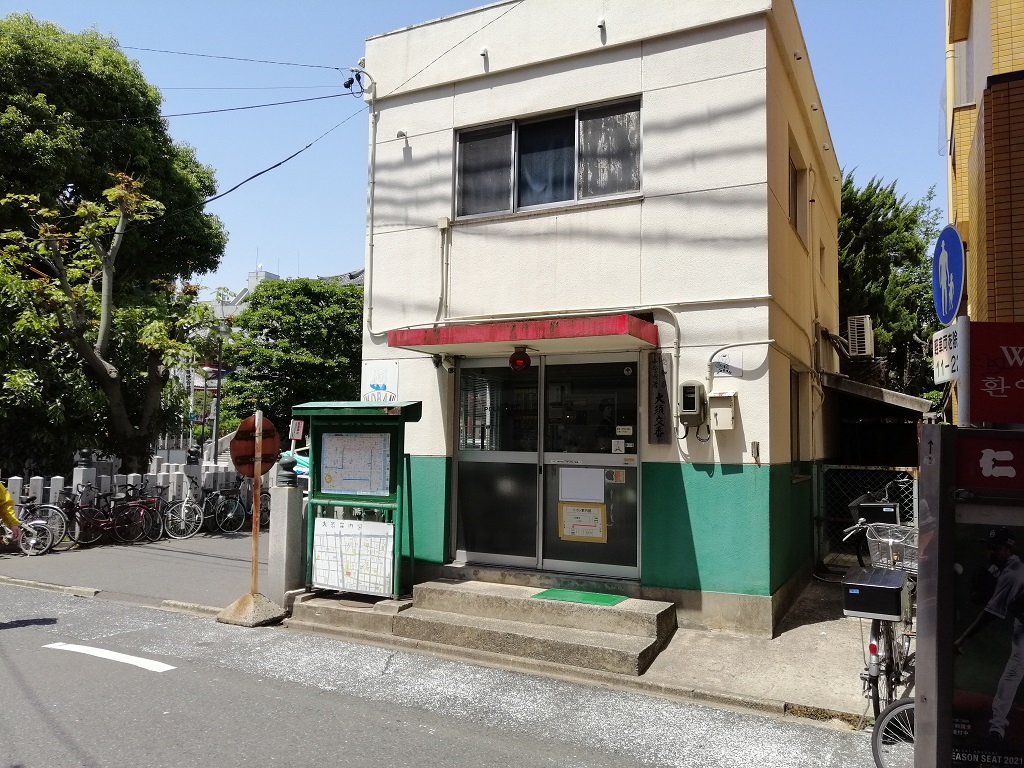
大須交番

### 現存しない施設
- 世界館 - 映画館。1910年（明治43年）7月1日に桔梗座が世界館に改称して活動常設館となり、1913年（大正2年）10月30日に建て替えられた[25]。
- 文明館 - 映画館。1908年（明治41年）1月25日、名古屋初の活動写真館、日本で3番目の活動写真館として開館した[26]。戦後には大須東映として営業していたが、1961年（昭和36年）12月11日に火災で焼失した[27]。
- 電気館 - 映画館。1908年（明治41年）4月1日、文明館に次いで名古屋市2番目の活動常設館として開館した[25]。1945年（昭和20年）に空襲で焼失した。
- 大和座 - レヴューや軽演劇。ヤマトダンスとも呼ばれた。
- 七宝館 - 寄席。仁王門通から七寺に向かう弁天通にあった。
- 尾川屋 - 牛鍋料理店。大須観音に近い仁王門の南側にあった[28]。大正時代には名古屋でも著名な牛鍋屋に数えられ、鶴舞公園附属動物園や歩兵第6連隊などに牛鍋を納めていたが、1931年（昭和6年）頃に大須を離れた[28]。主人は竪三蔵筋に料亭の東海楼も経営していた[28]。

## 東仁王門通

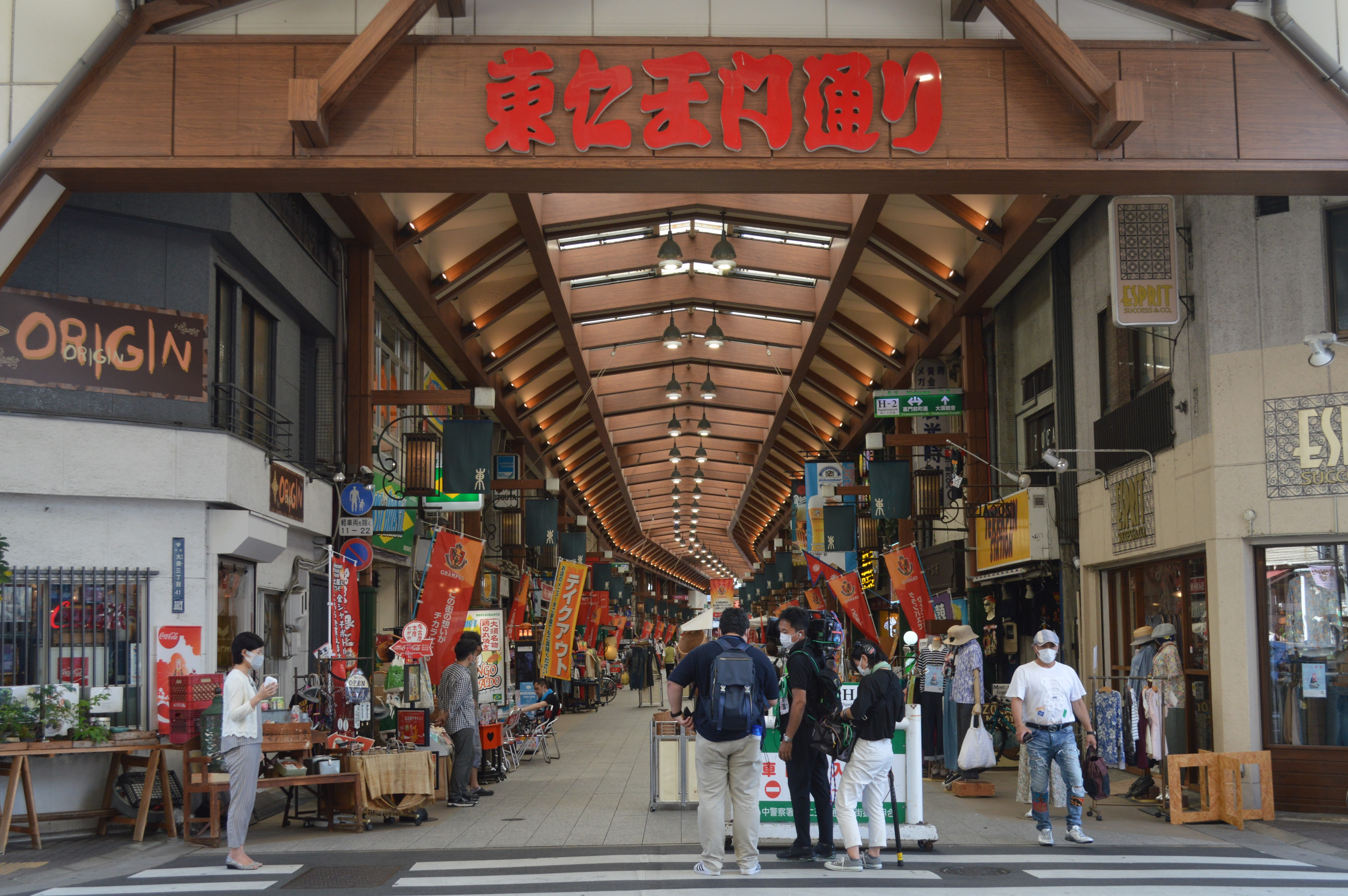
東仁王門通

仁王門通の東端は本町通であり、本町通りを挟んでやはり全蓋式アーケード商店街の東仁王門通に接続している。商店会の名称は名古屋大須東仁王門通商店街振興組合。
日中戦争中に疎開道路として開通した。戦前には曹洞宗の善篤寺があったが、1938年（昭和13年）に建物疎開によって千種区城山町に移転している。2000年（平成12年）1月には東仁王門通に大須コミュニティセンターが開館した。

## 振興組合
大須仁王門通商店街振興組合の所在地は名古屋市中区大須2丁目18-35であり、2015年度（平成27年度）の組合員数は45名。大須商店街連盟を構成する8つの振興組合のひとつである。